# Fino a farci scomparire
Fino a farci scomparire è un singolo del cantautore italiano Diodato, pubblicato il 20 novembre 2020 come secondo estratto dalla riedizione del quarto album in studio Che vita meravigliosa.

## Descrizione
Il brano narra la storia di un processo di accettazione della fine di un rapporto, secondo Diodato un percorso doloroso ma anche catartico; il testo affronta nel dettaglio anche l'efficace cura del tempo, grazie alla quale viene resa possibile la consacrazione di un "noi" ormai giunto alla fine, pronto a sopravvivere sotto un'altra forma.

## Video musicale
Il video, girato tra le strade e i vicoli di Roma e nella Villa Borghese, è stato pubblicato il 21 dicembre 2020 attraverso il canale YouTube del cantante. Inoltre nel video è presente anche l'installazione di Edoardo Tresoldi, l'Etherea.